# Plastic Odyssey
Pour les articles homonymes, voir Odyssey.
Plastic Odyssey est une organisation de lutte contre la pollution plastique en mer et de valorisation des déchets plastiques depuis les zones côtières ; son siège est à Marseille. 

## Origine
L’idée de Plastic Odyssey a été co-initiée par Simon Bernard, ancien officier de marine marchande. En 2016, bénévole pour le projet Low Tech Lab, il se rend compte de l'impact de la pollution plastique sur les côtes et dans les océans.    
Il remporte en 2016 le concours Green Tech Verte du ministère de l’Environnement et concrétise la mise à flot d'un navire prototype de 6 mètres capable de transformer les déchets plastiques en carburant grâce à un pyrolyseur embarqué,. Ce navire est présenté comme le premier au monde à avancer grâce aux déchets plastiques et sera utilisé en 2021 par les nageurs Théo Curin, Malia Metella et Matthieu Witvoet lors de leur traversée du lac Titicaca en Amérique du Sud .

## Expédition maritime

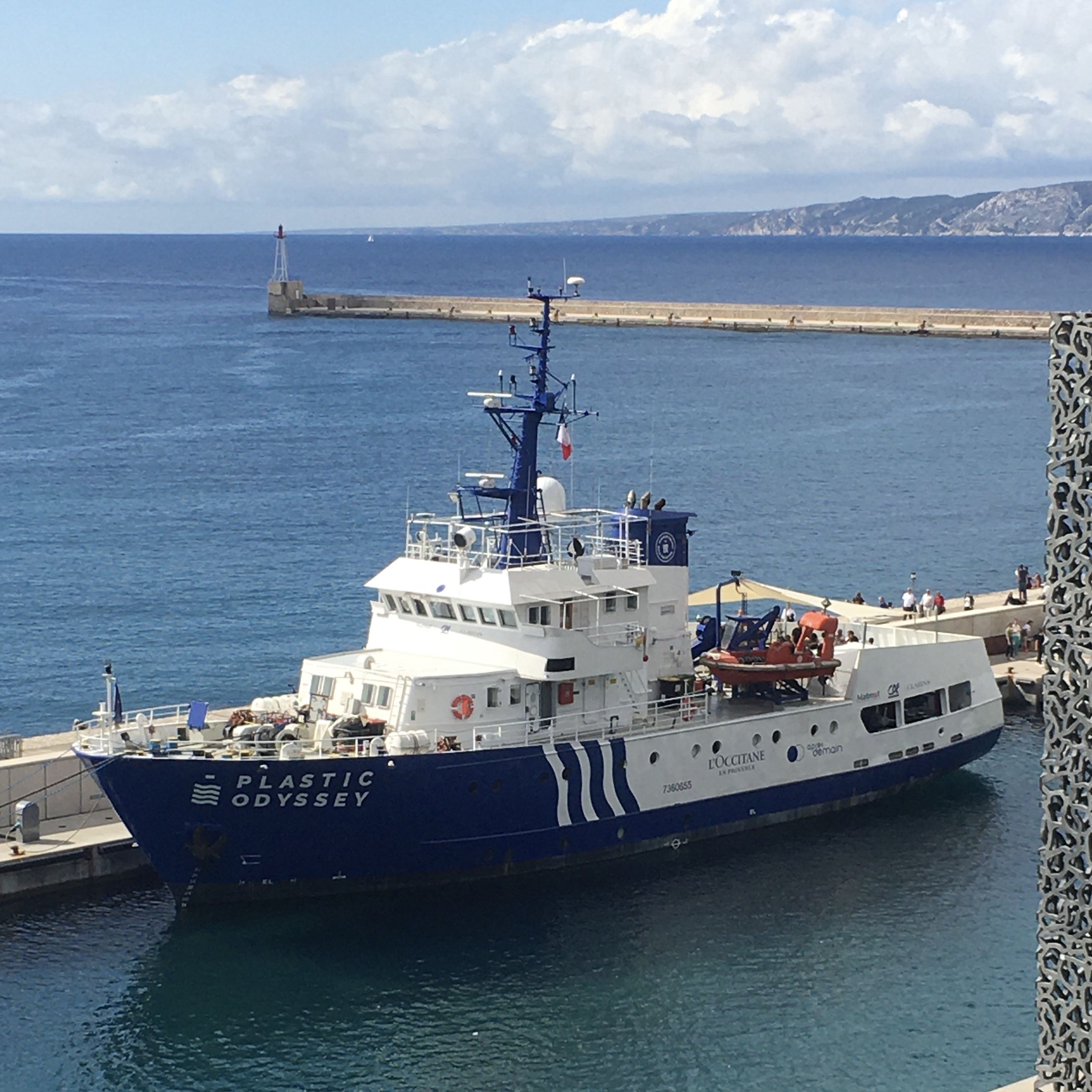
Le navire Plastic Odyssey à Marseille en septembre 2022

Plastic Odyssey dispose d’un navire, un ancien bâtiment de recherche océanographique, rebaptisé Plastic Odyssey. Il mesure quarante mètres et peut accueillir une vingtaine de membres d'équipage. Il embarque à son bord plusieurs machines pour le traitement de la pollution plastique dont une centrifugeuse, un broyeur, une extrudeuse, ou encore une presse hydraulique. Ces outils permettront de transformer les déchets plastiques en tuyaux, tuiles, briques ou encore en carburant,. Ce navire est conçu comme « un véritable laboratoire flottant qui vise à démocratiser les solutions de recyclage avec des process simples, peu coûteux et facilement reproductibles ». 
Vingt tonnes de plastiques sont déversées chaque minute dans les océans. La très grande majorité – de 80 à 90% – de la pollution plastique provient de la Terre. L'objectif du navire Plastic Odyssey est d'effectuer un tour du monde en trois ans en réalisant de nombreuses escales à travers les villes côtières les plus impactées par la pollution plastique.
Plastic Odyssey collabore avec des entrepreneurs de différents pays, comme Mariam Keita à Conakry en Guinée.

## Programme
Pour Simon Bernard, « l’idée est de planter une graine localement à chaque fois. Ces machines, peu chères – quelques milliers à dizaines de milliers d’euros – sont très simples à fabriquer. Nous souhaitons devenir, en quelque sorte, le Wikipédia du plastique ».
Plastic Odyssey propose une plateforme des technologies de recyclage entièrement en open source. L'objectif est de rendre accessible, partout dans le monde, les solutions de valorisation des déchets plastiques et les connaissances techniques autour du recyclage, sur une plateforme appelée Plastic Odyssey Technology,,. Les utilisateurs peuvent répliquer les machines en les adaptant aux situations locales.